# Droga konieczna
Droga konieczna – szczególny rodzaj służebności polegającej na ustanowieniu drogi prowadzącej do drogi publicznej przez nieruchomość sąsiadującą z drogą publiczną na rzecz nieruchomości, która dostępu do drogi publicznej nie ma lub ma dostęp utrudniony. Instytucja ta pochodzi z prawa rzymskiego.

## Droga konieczna w prawie polskim
Szczególność tej służebności polega na tym, że właścicielowi nieruchomości, która nie ma dostępu do drogi publicznej, przysługuje roszczenie do właścicieli gruntów sąsiednich o ustanowienie za wynagrodzeniem takiej drogi.
Przesłanki tego roszczenia reguluje art. 145 kodeksu cywilnego.
Przeprowadzenie drogi koniecznej następuje:
- z uwzględnieniem potrzeb nieruchomości niemającej dostępu do drogi publicznej;
- z najmniejszym obciążeniem gruntów, przez które droga ma prowadzić.

W przypadku, gdy potrzeba ustanowienia drogi publicznej powstała w wyniku sprzedaży gruntów lub innej czynności prawnej, przeprowadzenie drogi koniecznej powinno nastąpić przez grunty, które były przedmiotem tej czynności. Najczęściej chodzi tu o sytuacje, gdy doszło do podziału nieruchomości (np. w wyniku podziału współwłasności) i nieruchomość podzielono w ten sposób, że część działki przy drodze przypadła jednemu ze współwłaścicieli, a pozostała drugiemu.
Przeprowadzenie drogi koniecznej następuje zawsze za wynagrodzeniem, nie można więc od właściciela nieruchomości sąsiadującej z drogą publiczną żądać prawa przejścia przez jego nieruchomość nieodpłatnie.
Przepisy dotyczące drogi koniecznej stosuje się także w przypadku, gdy nieruchomość nie ma odpowiedniego dostępu do sieci energetycznej lub kanalizacyjnej. Obowiązujące przepisy nie uprawniają wprost do sądowego uzyskania służebności obejmującej uprawnienie do przeprowadzenia przez cudzy grunt sieci przesyłowych na rzecz podmiotu innego niż przedsiębiorca przesyłowy. Rozwój cywilizacyjny, postęp techniczny, przepisy techniczne i sanitarne uzasadniają jednak konieczność możliwości zapewniania nieruchomościom dostęp nie tylko drogi publicznej, ale też do linii energetycznych, wodociągowych, kanalizacyjnych, gazowych czy telekomunikacyjnych. W celu zapewnienia wyizolowanym nieruchomościom dostępu do takiej infrastruktury orzecznictwo sądowe dopuszcza możliwość stosowania przepisu o drodze koniecznej na zasadzie analogii dla ustanawiania odpowiednich służebności mających zapewnić wyizolowanym nieruchomościom dostęp do niezbędnych mediów. Pogląd ten budzi szereg kontrowersji.
Ustanowienie drogi koniecznej następuje w postępowaniu nieprocesowym.

## Wybrane orzecznictwo
- Postanowienie Sądu Najwyższego z dn. 22.04.2024 r., sygn.: I CSK 219/23:
  - Przesłanką ustanowienia służebności (droga konieczna) nie jest zapewnienie łatwiejszego korzystania z nieruchomości lub plany inwestycyjne, lecz jej niezbędność[3].
- Postanowienie Sądu Najwyższego z dn. 08.05.2008 r., sygn.: V CSK 570/07:
  - Wytyczając drogę konieczną, należy brać pod uwagę nie tylko dotychczasowy charakter nieruchomości, która jest pozbawiona dostępu do drogi publicznej, ale również uwzględnić jej przyszłe przeznaczenie.
- Postanowienie Sądu Najwyższego z dn. 08.05.2000 r., sygn.: V CKN 43/00:
  - Właścicielowi nieruchomości obciążonej przysługuje wynagrodzenie za ustanowienie służebności drogi koniecznej, chociażby nie poniósł z tego tytułu żadnej szkody. Jeżeli jednak szkodę taką poniósł, jest obowiązany wykazać jej wysokość.